# Heroes & Generals
Heroes & Generals è stato un videogioco free-to-play sparatutto in prima persona con elementi strategici sviluppato e pubblicato da Reto-Moto, che lo hanno definito come un "gioco di partecipazione di massa" in contrasto al tradizionale massively multiplayer online games, dove le azioni della parte FPS del gioco si riflettono nella parte strategica. Il gioco era ambientato in Europa durante la seconda guerra mondiale e il giocatore poteva ottenere, utilizzare e personalizzare armi e veicoli della Germania nazista, degli Stati Uniti d'America e dell'Unione Sovietica. Heroes & Generals è stato sviluppato usando il motore di gioco di Reto-Moto, chiamato "Retox".

## Modalità di gioco
(mmosite.com)
Il gioco consisteva in uno sparatutto a squadre, ma comprendeva degli elementi strategici in un mondo persistente. Il giocatore iniziava selezionando un soldato semplice di una delle tre fazioni disponibili (USA, URSS, Terzo Reich) e successivamente poteva sbloccare nuovi personaggi, anche di diverse classi, carristi, cecchini, paracadutisti e avieri. Con i personaggi generale, si poteva accedere alla parte strategica del gioco. Il giocatore era fornito di una mappa interattiva, che mostrava il terreno e i punti chiave da conquistare e difendere come requisito per la vittoria. Le squadre erano sempre composte da soldati della stessa nazione e poteva capitare che Unione Sovietica e Stati Uniti d'America potevano combattere tra di loro, benché questo non sia storicamente accaduto durante la guerra.
Il gioco presentava tre modalità di gioco, simili tra loro, chiamate assalto, schermaglia e incontro.

### Assalto
In Assalto, una squadra si difendeva da una squadra che attaccava. L'obiettivo della squadra che attaccava era di catturare i punti di controllo sulla mappa, mentre la squadra che si difendeva doveva proteggere quei punti dal nemico, fino allo scadere del tempo. Gli assalti non potevano essere giocati dai nuovi personaggi, serviva esperienza.

### Schermaglia
Le schermaglie potevano essere giocate da ciascun personaggio che abbia raggiunto il primo dei molteplici livelli di esperienza in gioco (che corrispondevano a diversi gradi militari). Le schermaglie si combattevano tra due squadre che dovevano conquistare e mantenere il controllo di tre punti strategici (A, B e C). Il gioco finiva quando una delle squadre controllava uno o diversi punti per un tempo sufficiente per la vittoria, infatti, controllare più punti contemporaneamente, comportava una riduzione del tempo necessario a vincere.

### Incontro
La modalità di gioco incontro è una versione semplificata delle schermaglia, adatta ai nuovi giocatori, ma giocabile da tutti. Come la schermaglia, una squadra vinceva quando manteneva il controllo dei punti per abbastanza tempo, ma diversamente dalla schermaglia, c'era solo un punto di controllo. Questo permetteva ai nuovi giocatori di prendere confidenza con il gioco, e dare una esperienza meno tattica e più frenetica a tutti gli altri giocatori.
Il gioco prevedeva una modalità campagna, dove i personaggi con ruolo di generale potevano gestire supporti, rinforzi e logistica, ordinando anche attacchi su diverse città europee che poi erano combattuti sul campo dagli altri giocatori. I giocatori potevano combattere su una varietà di terreni, dai campi e campagne aperte a grandi città.

## Promozione e distribuzione
Il 7 ottobre 2011, Reto-Moto ha pubblicato il primo trailer di Heroes & Generals su GameTrailers. Il gioco è stato pubblicato per Microsoft Windows via Steam come open-beta l'11 luglio 2014, la versione definitiva è uscita il 23 settembre 2016. Nel corso degli anni, sono però stati apportati vari cambiamenti al gioco, principalmente sotto forma di aggiunta di nuove armi, veicoli e aspetti per queste due categorie, acquistabili con valuta reale o con monete guadagnate in gioco. Il gioco ha avuto recensioni miste dal pubblico.
Il 25 maggio 2023 i server di gioco vengono chiusi definitivamente.